# 赵德光 (清朝)
赵德光（？—1867年），贵州郎岱（今属安顺）人。原姓张，因随赵德昌转战云南，改姓赵。清朝军事将领。

## 生平
咸丰末年，在贵州镇压苗族起义，累升至副将。1863年以总兵记名，次年随云南布政使龚自閚固守贵阳，抵抗苗民起义军。1865年，署安义镇总兵，次年，署贵州提督。同治五年苗族起义，八月初，岩大五部破安平，十月攻打安顺府城，十一月击溃翰林院修编丁宝祯所率团练，并向平远州城进攻。这时，岩大五部已发展到二三万人。同治六年（1867年）二至八月，清军大举进攻黔西北陶新春苗族义军，岩大五在安顺牵制贵州提督赵德光的队伍，从右翼支持陶新春。八月初，岩大五与赵缺嘴合作，由赵攻击安平（平坝）清军，吸引赵德光援救，岩大五则绕清镇芦荻哨河边，在丛林中埋伏。赵德光率部取道芦荻哨，初五日，赵部涉水到河心，被埋伏的义军用炮火攻击，赵德光中弹落马于河中阵亡。